# Euplexia megastigma
Euplexia megastigma là một loài bướm đêm trong họ Noctuidae.